# Барановичі-Поліські
Барáновичі-Полíські (біл. Бара́навічы-Палескія) — залізнична станція Барановицького відділення Білоруської залізниці. Розташована в місті Барановичі Берестейської області.
Барановичі-Поліські — другий вокзал в місті за часом спорудження (перший — Барановичі-Центральні), проте перший за кількістю обслуговуваних пасажирів і прийнятих поїздів, головний вокзал міста незважаючи на те, що знаходиться в стороні від основної магістралі Москва — Мінськ — Берестя.
Основна частина пасажирських поїздів, що курсує через станцію, змінює напрямок руху, інша частина поїздів курсує із зупинкою на станції Барановичі-Центральні.

## Історія

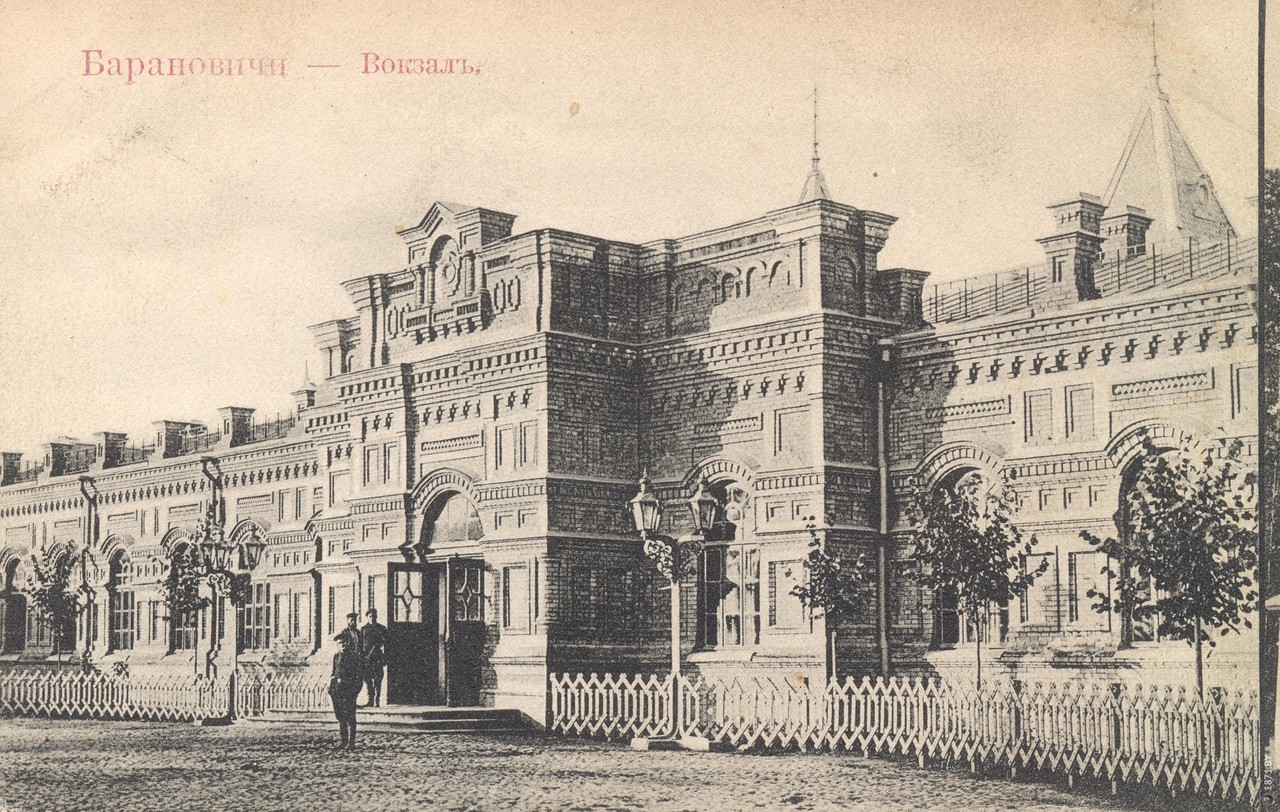
Вокзал станції Барановичі-Поліські, 1905 рік

15 грудня 1862 року на ділянці Гродно — Поріччя проїхав перший поїзд, який почав історію Брестського відділення залізнці.
30 грудня 1884 року введена в експлуатацію залізнична лінія Вільно — Ліда — Барановичі — Лунинець — Пінськ, у 1886 році — лінія Білосток — Вовковиськ — Барановичі. Від того часу створюється мережа Поліських залізниць.
Станція Барановичі є великим залізничним вузлом, через який проходять дві самостійні і раніше не мали між собою сполучення. Одна — Московсько-Берестейська з керуванням у Москві, яка проходила через станцію Барановичі, названу згодом Барановичі-Центральні, інша — Поліські залізниці з управлінням у Вільно — проходила через станцію, яка дістала первинну назву Нові Барановичі, а згодом перейменована на Барановичі-Поліські.
1884 року зведено дерев'яну будівлю вокзалу, а від станції Барановичі-Поліські до станції Барановичі-Центральні була побудована залізнична лінія завдовжки 4 км.
З 1880 по 1890 роки в районі станції Барановичі-Поліські будуються комори, млин і сухарний завод Віленського інтендантства, продовольчий пункт.
У 1899 році, замість дерев'яної, було побудовано цегляну будівлю вокзалу Поліських залізниць загальною площею 210 м², який був обладнаний паровим опаленням.
14 грудня 1984 року 
відкрито Барановицький залізничний музей в місті Барановичі. В залах музею представлені історичні документи, фотоматеріали, макети техніки, картини, залізнична форма та інші експонати, що відображають роботу і побут залізничників.
30 липня 1999 року відкрито відділ «Залізнична техніка» у музеї історії Барановицького відділення Білоруської залізниці.

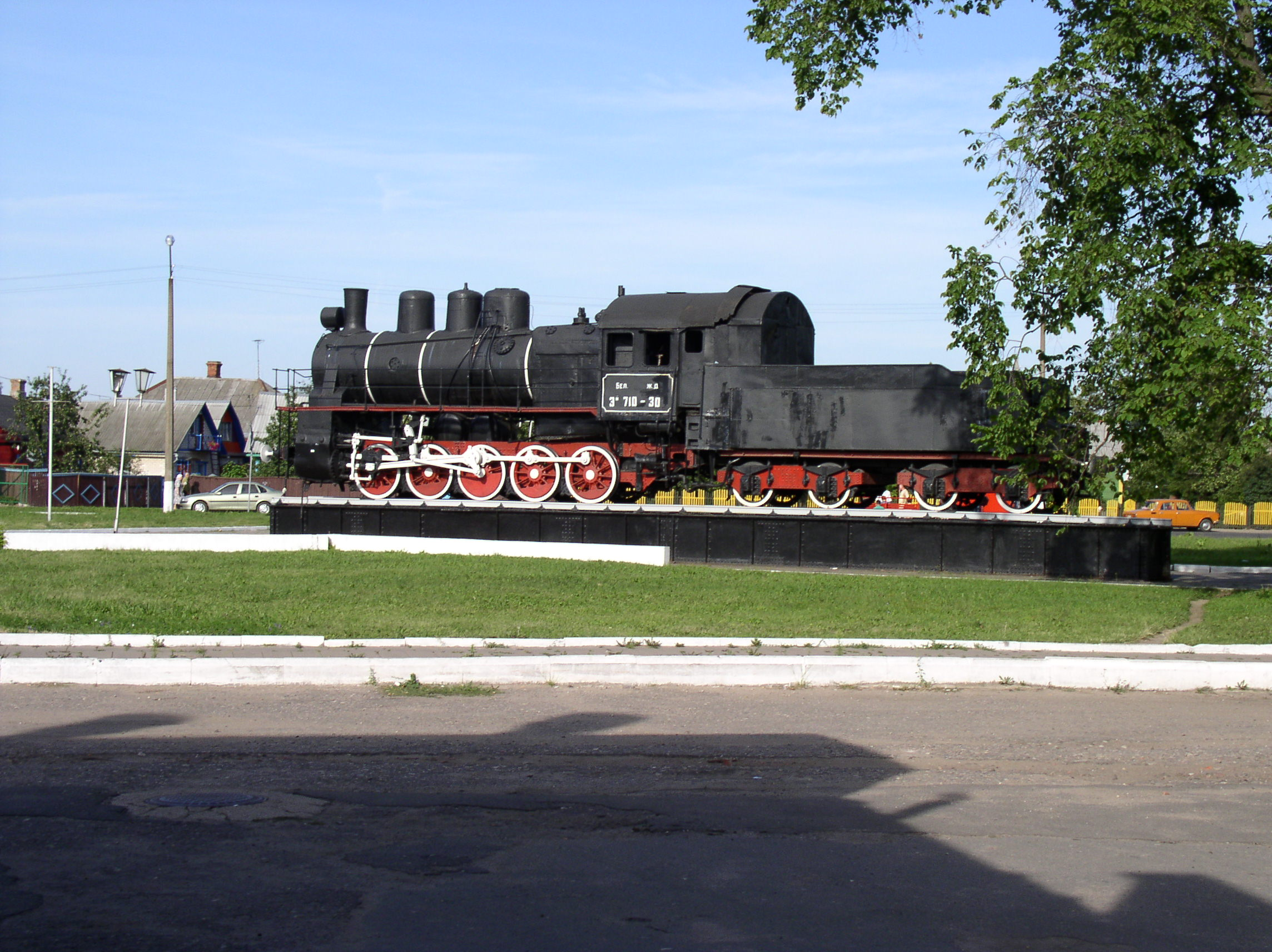
Пам'ятник паровозу на станції Барановичі-Поліські

16 листопада 2021 року, з нагоди 150-річчя відкриття залізничного сполучення Москва — Берестя, барановицькі залізничники піднесли подарунок до ювілею міста — на території експозиції залізничної техніки музея залізниці з'явився новий експонат. Їм став тепловоз серії ТГМ23В. Надійшов він з локомотивного депо станції Лунинець Барановицького відділення Білоруської залізниці.
ТГМ23В — маневровий, односекційний тепловоз, 1988 року виписку. Локомотив був побудований на Муромському тепловозобудівному заводі імені Ф. Е. Дзержинського. Новий експонат до 2004 року належав цукровому заводу і використовувався на виробничих дільницях підприємства. До локомотивного депо Лунинець тепловоз надійшов у 2004 році і експлуатувався під час проведення маневрових робіт на території депо.

## Пасажирське сполучення
Станція є кінцевою (станцією формування) для електропоїздів з Берестя і Мінська, дизель-поїздів з Гродно, Ліди, Лунинця, Бухличів і Слуцька, міжрегіональних поїздів до Вітебська, Гомеля, Калинковичей і міжнародних поїздів Барановичі — Караганда (1 раз на тиждень), Могильов — Львів (через день, на літній період 2018 року поїзду вперше було подовжено маршрут руху до станції Трускавець).

## Галерея

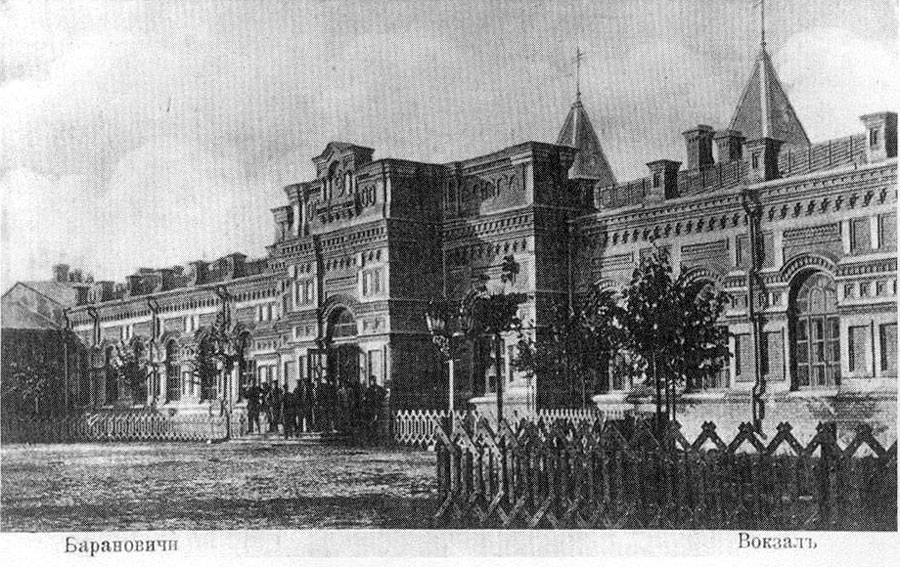
1905
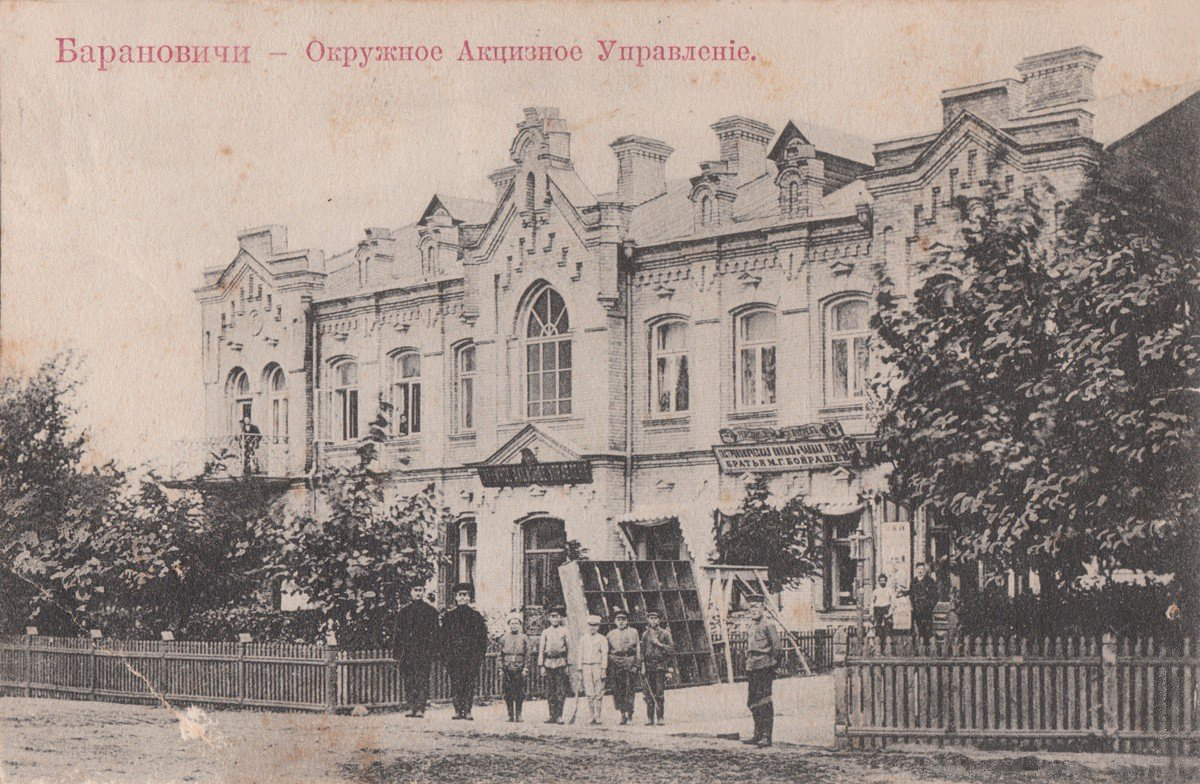
1910
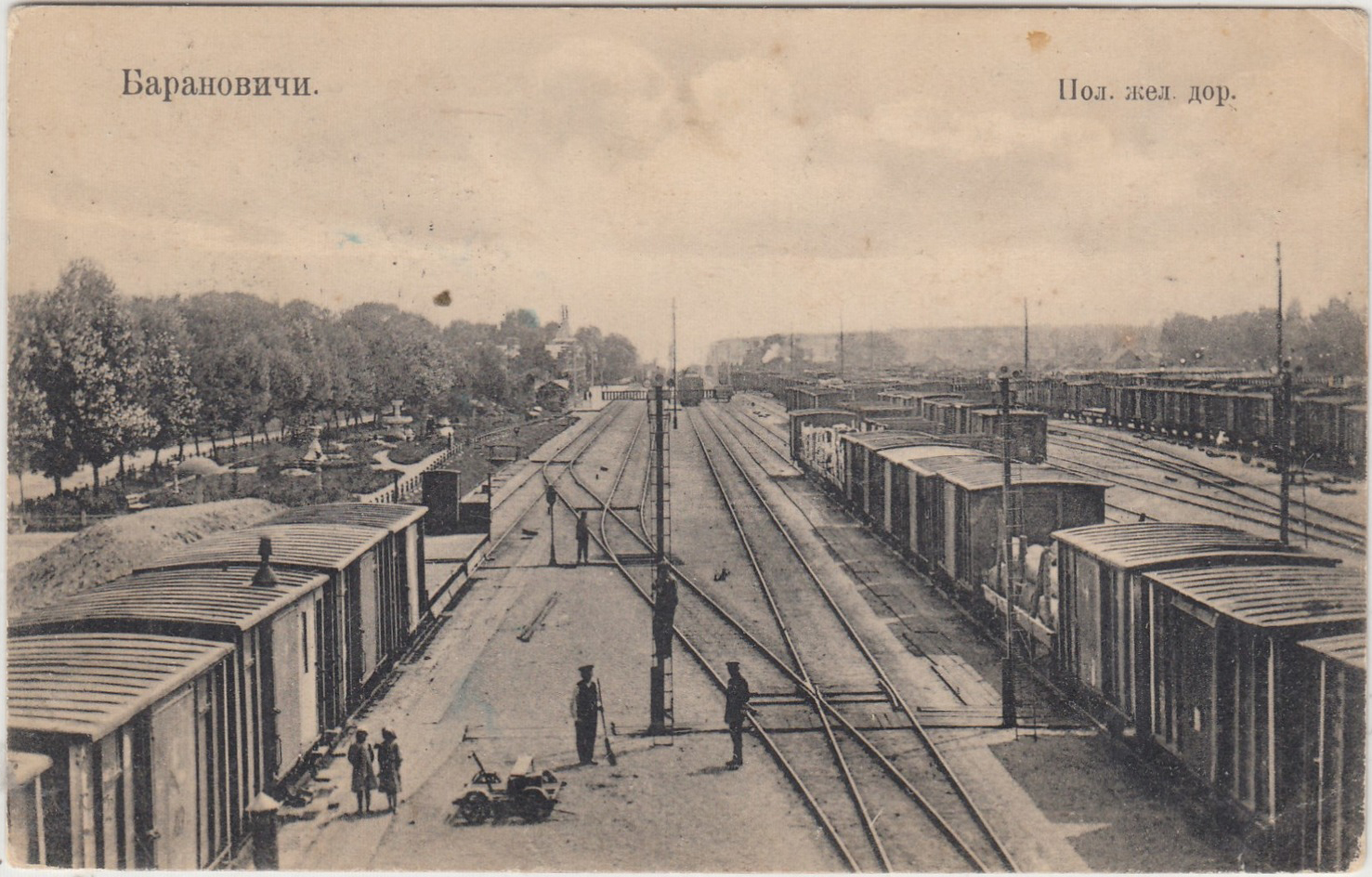
1913
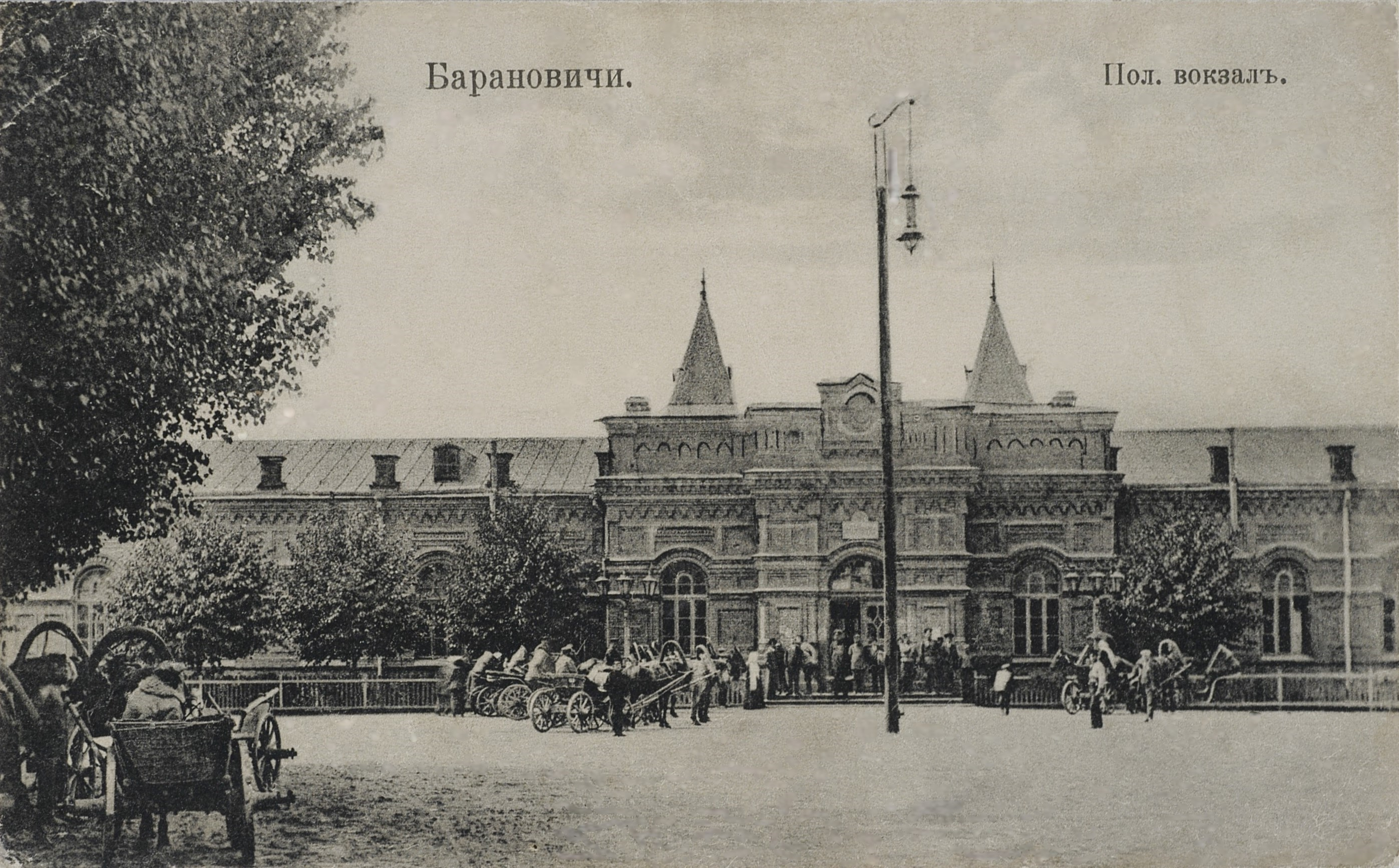
1914
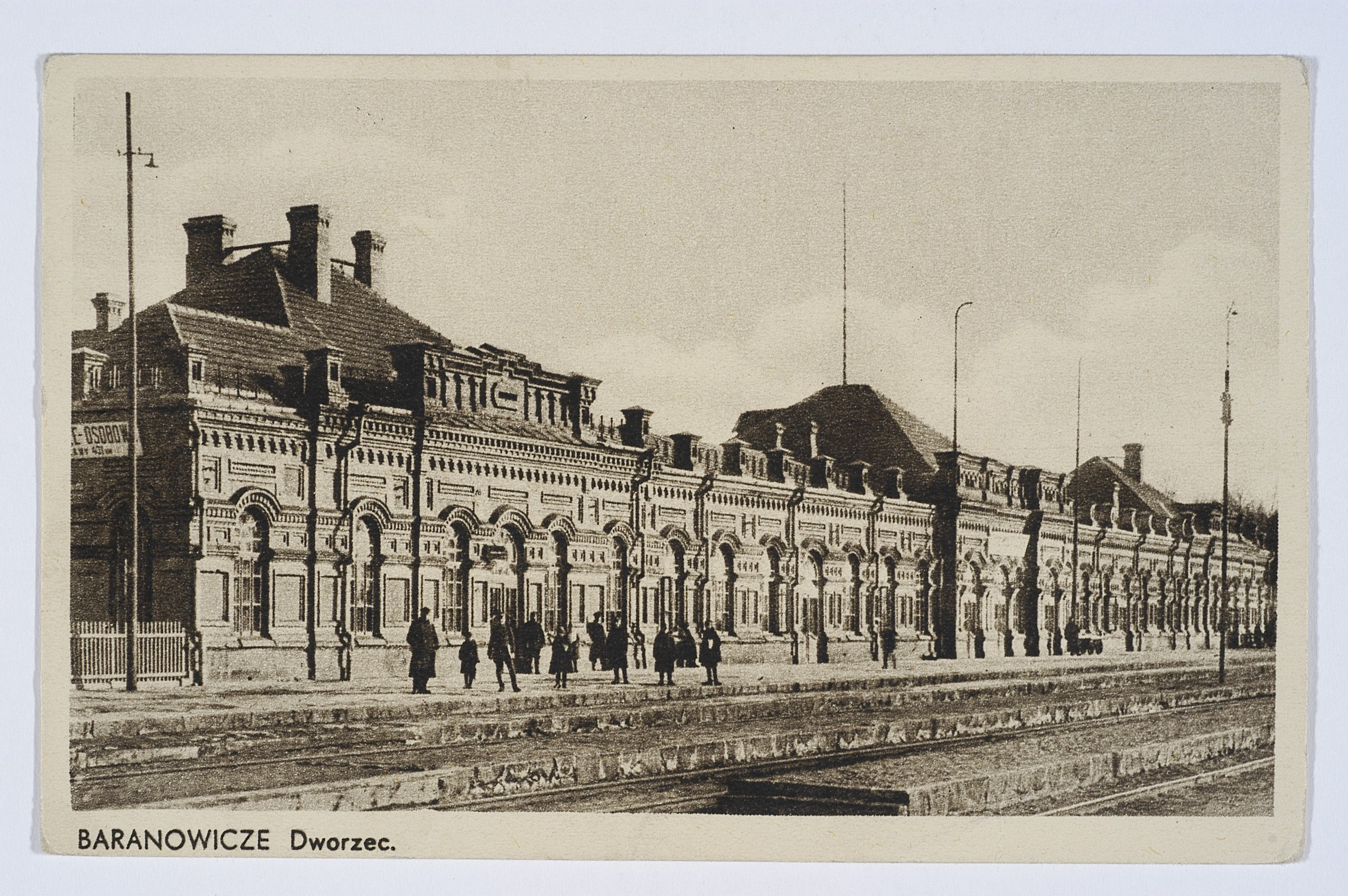
1920—1933